# سيريوم
السيريوم عنصر كيميائي له الرمز Ce والعدد الذري 58 في الجدول الدوري للعناصر. ينتمي لمجموعة لانثينيدات.

## الخصائص
السيريوم معدن رمادي (أبيض فضي)، ويعتبر  أكثر اللانثنيدات وفرة في الطبيعة.
في درجة الحرارة الاعتيادية، يكون ليِّنا ويتأكسد بسرعة مع الهواء.